# Cung điện Hoàng gia Bang Pa-In
Cung điện Hoàng gia Bang Pa-In (tiếng Thái: พระราชวังบางปะอิน), còn được gọi là Cung điện Mùa hè, là một tổ hợp cung điện trước đây được sử dụng bởi Vua Thái. Nó nằm bên cạnh Sông Chao Phraya ở Bang Pa-in, Phra Nakhon Si Ayutthaya tại Thái Lan.

## Lịch sử
Vua Prasat Thong đã cho xây dựng tổ hợp ban đầu:211 vào năm 1632, nhưng nó không được sử dụng và trở nên mọc um tùm và cuối thế kỷ 18 đầu thế kỷ 19, cho đến khi Vua Mongkut bắt đầu phục hồi nó vào giữa thế kỷ 19. Một trong những tòa nhà hiện tại được xây dựng từ giữa năm 1872 và năm 1889 bởi Chulalongkorn.

## Tòa nhà
Giữa những khu vườn rộng lớn bao gồm những tòa nhà: Wehart Chamrun (Ánh sáng thiên đường), một cung điện hoàng gia phong cách Trung Hoa và phòng ngai vàng; Warophat Phiman (Thiên đường tuyệt vời và rực rỡ), dinh thự hoàng gia; Ho Withun Thasana (Đài quan sát của các nhà hiền triết), một tháp canh được sơn màu sáng; và Aisawan Thiphya-Art (Chiếc ghế thần thánh của tự do cá nhân), một đền được xây dựng ở giữa một cái ao và Wat Niwet Thammaprawat, một ngôi đền hoàng gia của cung điện.
Hầu hết phần lớn cung điện được mở cửa cho du khách.

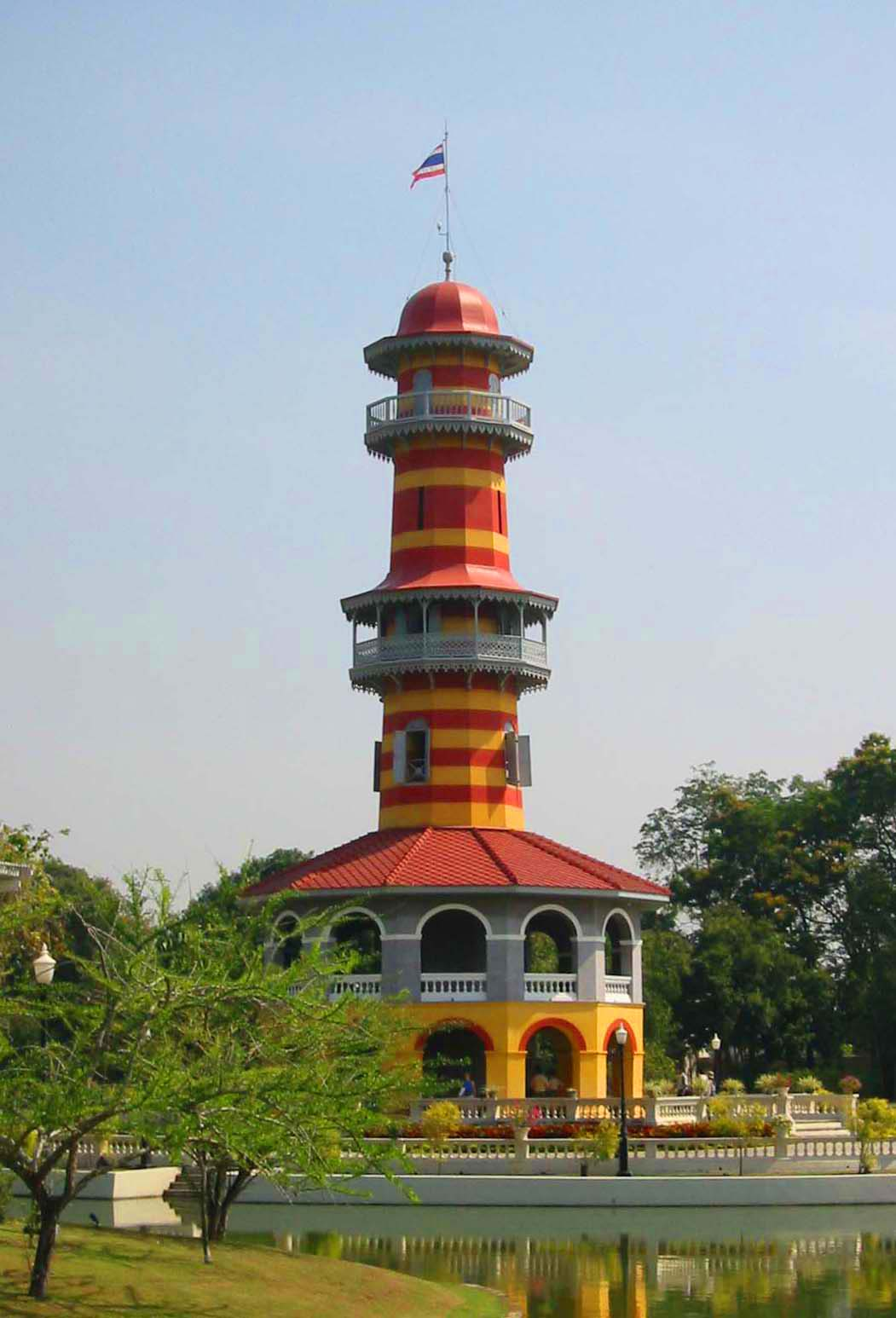
Ho Withun Thasana, hoặc Đài quan sát của các nhà hiền triết
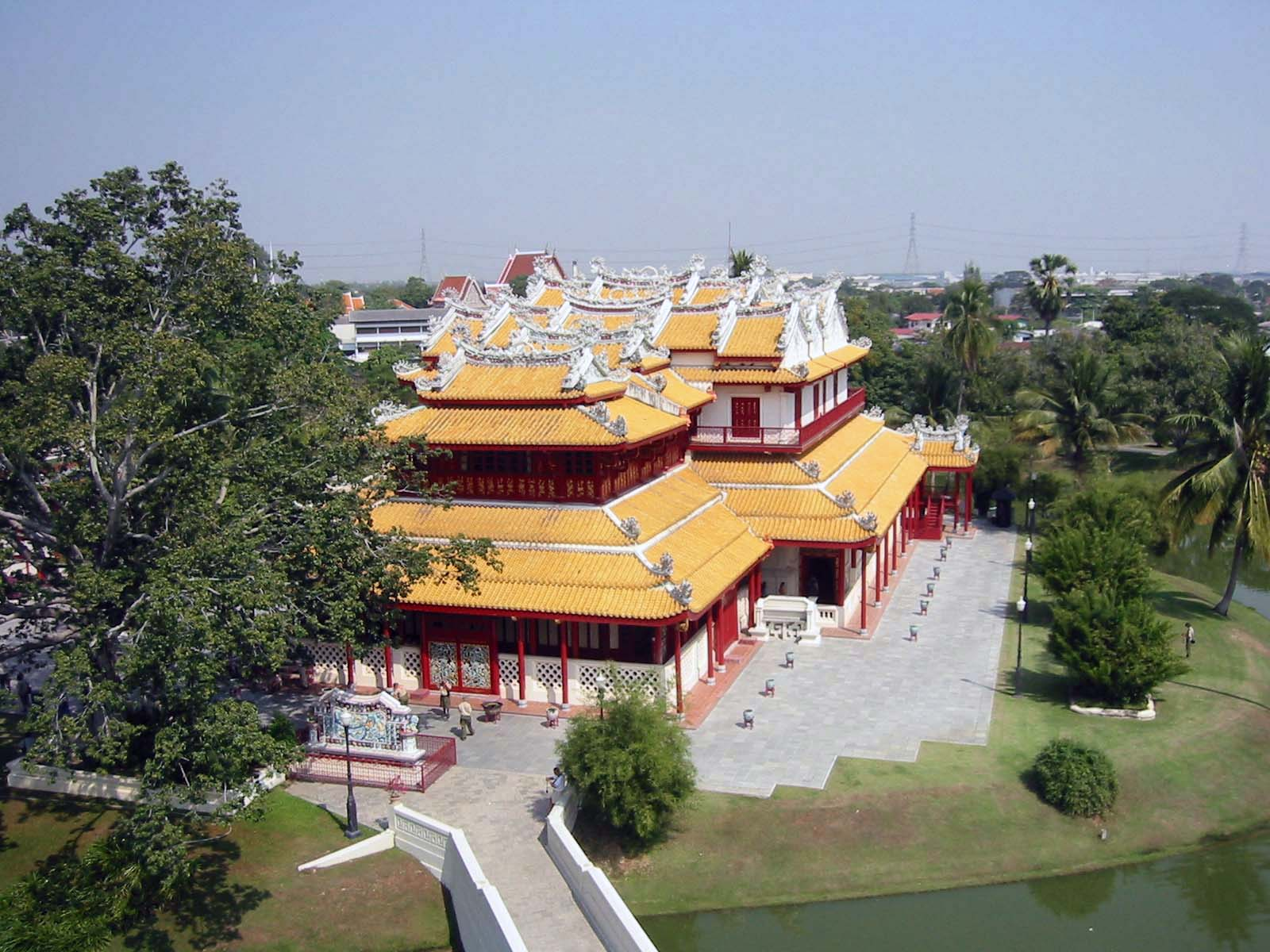
Wehart Chamrun[e], hoặc Ánh sáng thiên đường
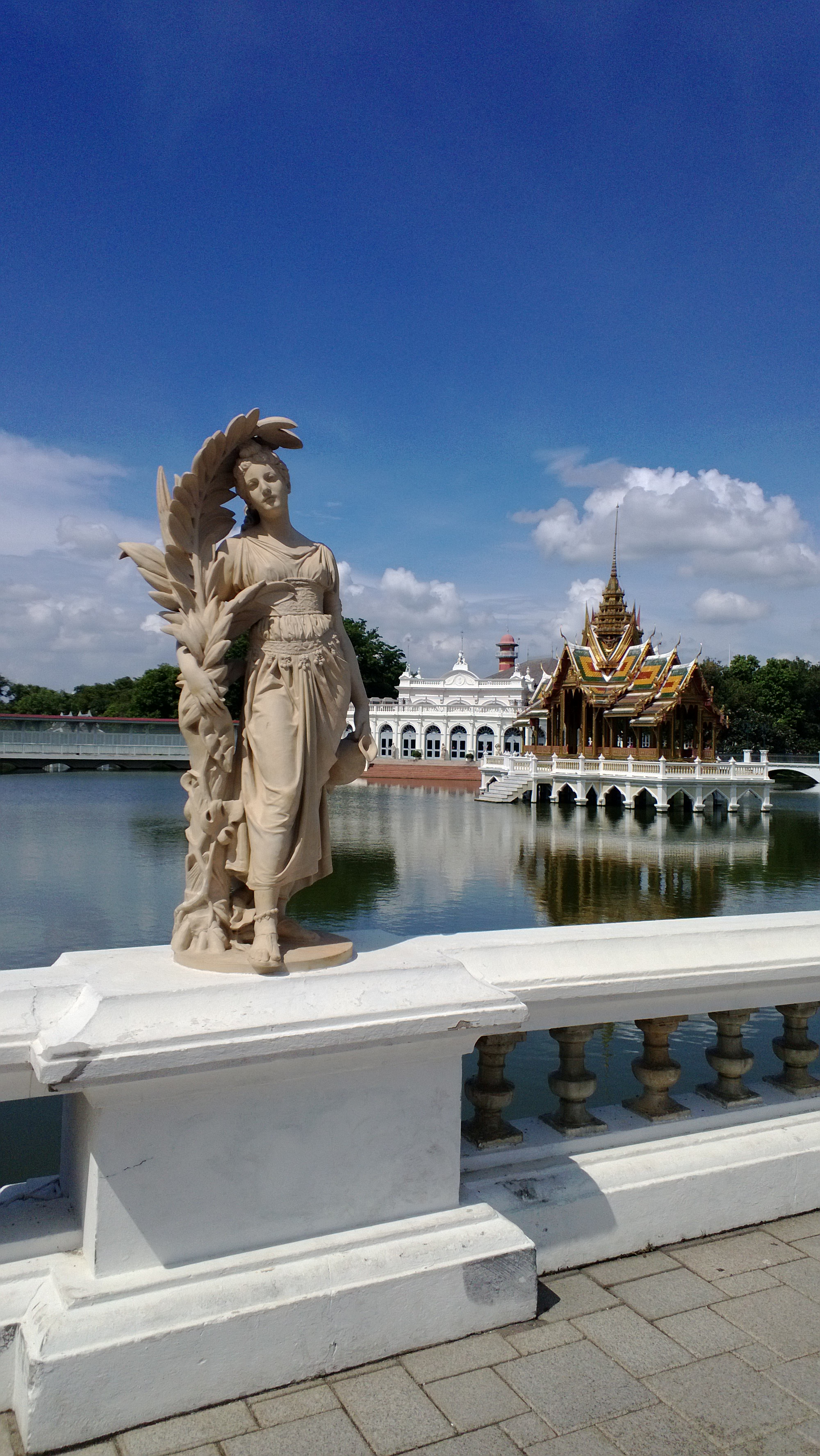
Aisawanthipphaya-Tại đền [b] nhìn từ cầu
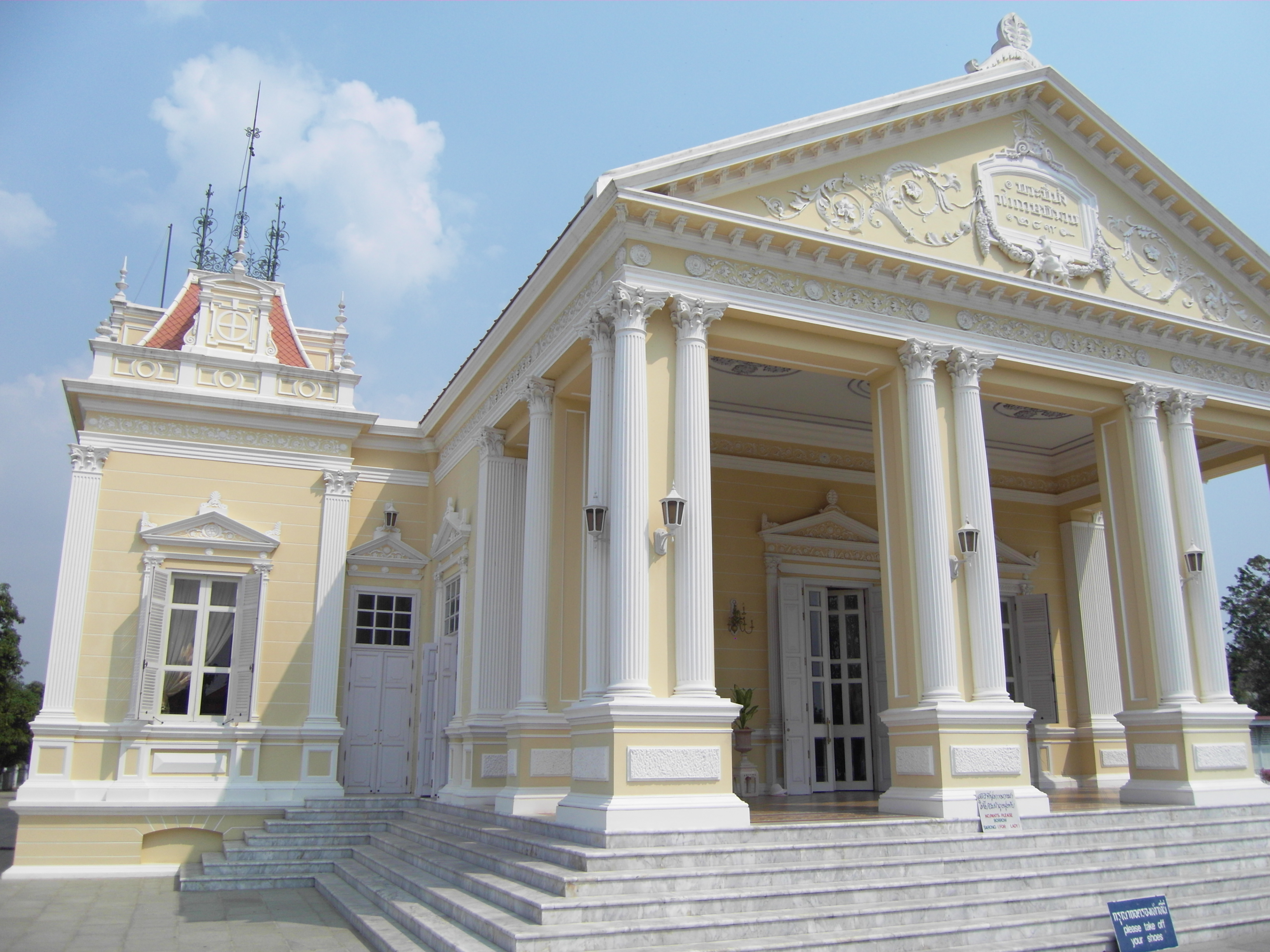
Warophat Phiman
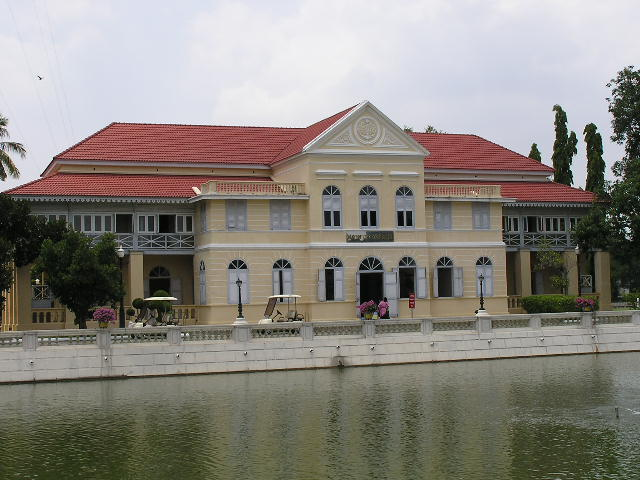
Dinh thự Saphakhan Ratchaprayun
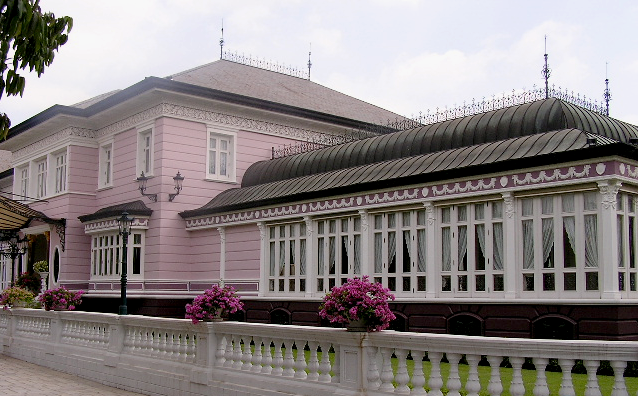
Dinh thự Uthayan Phumisathian

## Cột mốc quan trọng
- Vào ngày 31 tháng 5 năm 1880, Vua Chulalongkorn đã có lệnh của hoàng gia sắp xếp một đoàn rước thuyền hoàng gia đến Cung điện Bang Pa-in cùng với tất cả người vợ nhưng không thể đúng lịch trình, ông đã ra lệnh một đoàn tùy tùng hoàng gia đến cung điện trước. Trên đường đi, thuyền của Hoàng hậu Sunanda Kumariratana gặp tai nạn khiến cô và Công chúa Kannabhorn Bejaratana chết đuối. Sau tai nạn đó, Vua Chulalongkorn đã cho xây dựng tượng thạch tại cung điện Bang Pa-In để tưởng nhớ Hoàng hậu và Công chúa.[4]
- Lễ tang hoàng gia của Công chúa Srivilailaksana diễn ra tại Aisawanthipphaya Pavilion. Lễ hỏa táng được tổ chức tại Wat Niwet Thammaprawat, vốn được biết đến rộng rãi là một nơi linh thiêng, những người tùy tùng hoàng gia không được tham gia sự kiện hoàng gia tại Aisawanthipphaya Pavilion đều được xem là người ngoài hoàng tộc.
- Vua Rama VI đã thực hiện lễ cưới hoàng gia của Hoàng tử Prajadhipok và Công chúa Rambai Barni vào ngày 26 tháng 8 năm 1918 tại hội trường Warophat Phiman, nó được xem là lễ cưới hoàng gia đầu tiên sau khi ban hành luật hoàng gia về hôn nhân của người đứng đầu hoàng gia. Người ta nói rằng món quà trong lễ cưới là một chiếc nhẫn kim cương.
- Cung điện Bang Pa-In từng được sử dụng để chào đón khách hoàng gia từ thời Vua Chulalongkorn. Ngoài ra, dưới thời Vua Bhumibol Adulyadej, nó còn được sử dụng đến đón khách hoàng gia như như Beatrix của Hà Lan, Margrethe II của Đan Mạch, Infanta Elena của Tây Ban Nha và Elizabeth II.[5]